# Витезови Пирот
КАФ Пирот Витезови је клуб америчког фудбала из Пирота, Србија. Клуб је основан 12. фебруара 2007. године у Пироту. Од 22. августа 2007. године Пирот Витезови су постали члан Савеза Америчког Фудбала Србије.

## Историја Пирот Витезова
После два покушаја регистрације, тада Пирот Knights-а, 2004. и 2005. године, на оснивачкој скупштини одржаној 12. фебруара 2007. године у Пироту, Драган Новаковић, Бобан Величковић и Милан Миленковић оснивају клуб америчког фудбала Пирот Витезови, који је 6. марта 2007. године решењем Министарства просвете и спорта званично регистрован.
Крајем маја и почетком јуна клуб почиње са уписом и тестирањем чланова и 26. јуна 2007. године одржава презентацију клуба на којој су присуствовали представник САФС-а - комесар за такмичење Игор Гајић, оснивач и тим менаџер Београд Blue Dragons-а Борисав Михајловић, председник Ниш Императора Милан Илић и као пријатељ клуба и бивши играч америчког фудбала Милан Калинић. Тим у то време већ има 46 играча који 30. јуна почињу са тренинзима.
Дана 22. августа 2007. године одлуком УО САФС, клуб Пирот Витезови је званично примљен у САФС.
Своју прву (пријатељску) утакмицу Витезови одигравају 15. септембра 2007. године против Београд Blue dragons-а, пред око 2.000 гледалаца.
Резултат од 66:0 за Blue Dragons је очекиван с обзиром да су Blue Dragons финалисти националног првенства и полуфиналисти националног шампионата 2007. Пирот Витезови су први клуб америчког фудбала у Србији који је своју прву утакмицу играо у опреми.